# Chiesa della Madonna della Valle (Caldarola)
La chiesa della Madonna della Valle, a Caldarola, si trova nella località Valle, vicina al Castello di Montaldo, ma da sempre assegnata a Vestignano e ha sempre segnato uno dei limiti del suo territorio.
Nel gennaio del 1300 “Franciscus cappellanus ecclesia e S. Maria della Valle adsegnavit L solidos” (P. Sella, Raiones decimarum Italiae nei secoli XIII-XIV. Marchia), Nel 1581 la si dice parrocchiale annessa a San Martino e avente “focularia curae subiecta circiter sexdecim, animae vero comunioni apte 30” (ADC, Visita De Buoi). Nel 1488 risultava cappellano delle chiese di San Martino e Santa Maria della Valle “honestus vir frater Cristophorus de Camerino monacus ordinis Silvestrinorum”, che nomina o relativi “scindicos e operarios” a nome e su mandato di Venanzio di Francesco di Camerino “clericus et rector dictarum ecclesiarum” e di son Pietro di ser Luca “cannonicus cammerinensis, factor et procurator reverendi domini Fabritii Rodulfi de Guarano” vescovo di Camerino e pievano di Santa Maria di Pievefavera (atti del notaio Bartolomeo di Nuzio 1471-1498). Al tempo del Vescovo Anton Giacomo Bongiovanni (1509-1535) “Sancta Maria de Valle” pagava di decima “coppa meza de grano e mezza de spelta”.

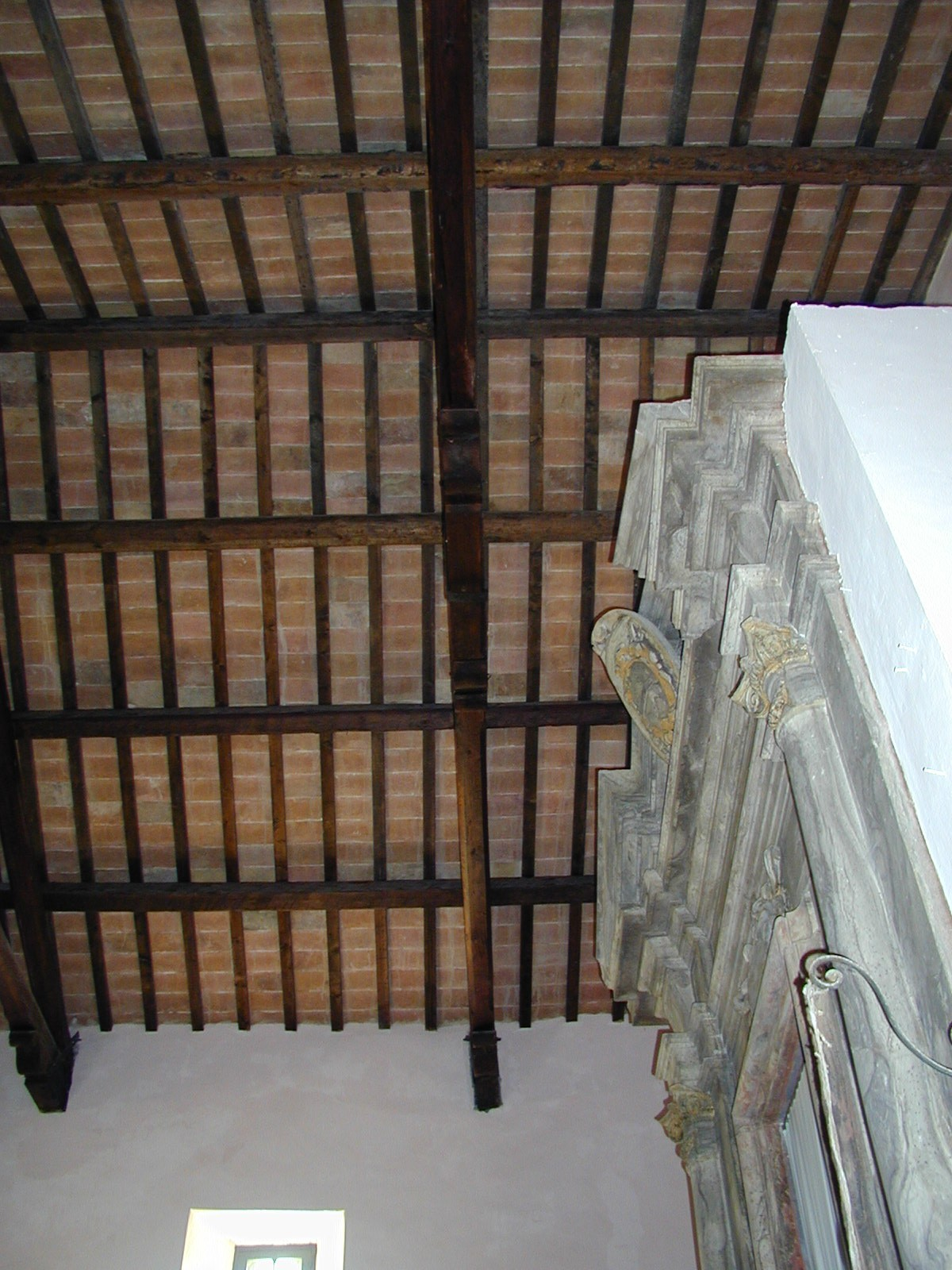
Interno della Chiesa della Madonna della Valle

La fabbrica planimetricamente si presenta come un'aula a navata unica, di dimensioni interne piuttosto modeste e in cui ad est, si apre il portale principale con cornice modanata in mattoni a faccia vista. Le pareti perimetrali sono in muratura di pietra di calcare bianco a faccia vista.
Sulla facciata principale, al di sopra al portale si apre una bifora in laterizio dalla fattura tipicamente neogotica; quindi questa e un'altra finestrella con sommità trilobata sono inserimenti risalenti all'inizio del XX secolo, anche se non si sa con certezza tali elementi potrebbero essere stati fatti inserire dai conti Pallotta al tempo dei lavori sul rifacimento del Castello del Cassero intorno agli anni venti.
La cornice del portale è di ottima fattura. Sempre sulla facciata principale si trova un grosso arco in pietra che fa ipotizzare in questo punto la presenza dell'abside. L'epoca romanica a cui sembrerebbe potersi far risalire la costruzione, prevedeva l'orientamento dell'abside ad est, quindi un possibile ribaltamento della chiesa potrebbe essere stato fatto anche se in epoca ugualmente molto antica vista la tipologia formale del portale d'accesso.
Al centro della parete nord si apre un portale a sesto acuto costruito con conci in calcare bianco. L'apertura sulla parete di fondo ricavata in una porzione di muratura a mattoni sembra confermare l'ipotesi del cambiamento distributivo.
Questa chiesa dallo schema d'impianto molto semplice è coperta con un solaio di copertura in legno con capriate arricchite da sottomensole sagomate.